# المدن والحكومات المحلية المتحدة
المدن المتحدة والحكومات المحلية (UCLG) هي مظلة المنظمة الدولية للمدن، الحكومات المحلية والإقليمية، والجمعيات البلدية في جميع أنحاء العالم أن تشعر بالقلق مع تمثيل والدفاع عن مصالح الحكومات المحلية على المسرح العالمي.
حققت المنظمة إدراج الهدف 11: المدن والمجتمعات المستدامة في جدول أعمال 2030، تُجمِّع أفضل الممارسات المحلية في خطط العمل، وتقدم تحديثات منتظمة حول التقدم والمقترحات إلى المنتدى السياسي رفيع المستوى بشأن التنمية المستدامة. تشمل أنشطتها اليومية استضافة اجتماعات رؤساء البلديات وغيرهم من القادة المحليين والإقليميين، إدارة مشاريع مشتركة مع الشركاء، تنظيم تدريب دولي بين الأقران على السياسات والممارسات المحلية، والدعوة لمصالح الحكومات المحلية والإقليمية في الأمم المتحدة.

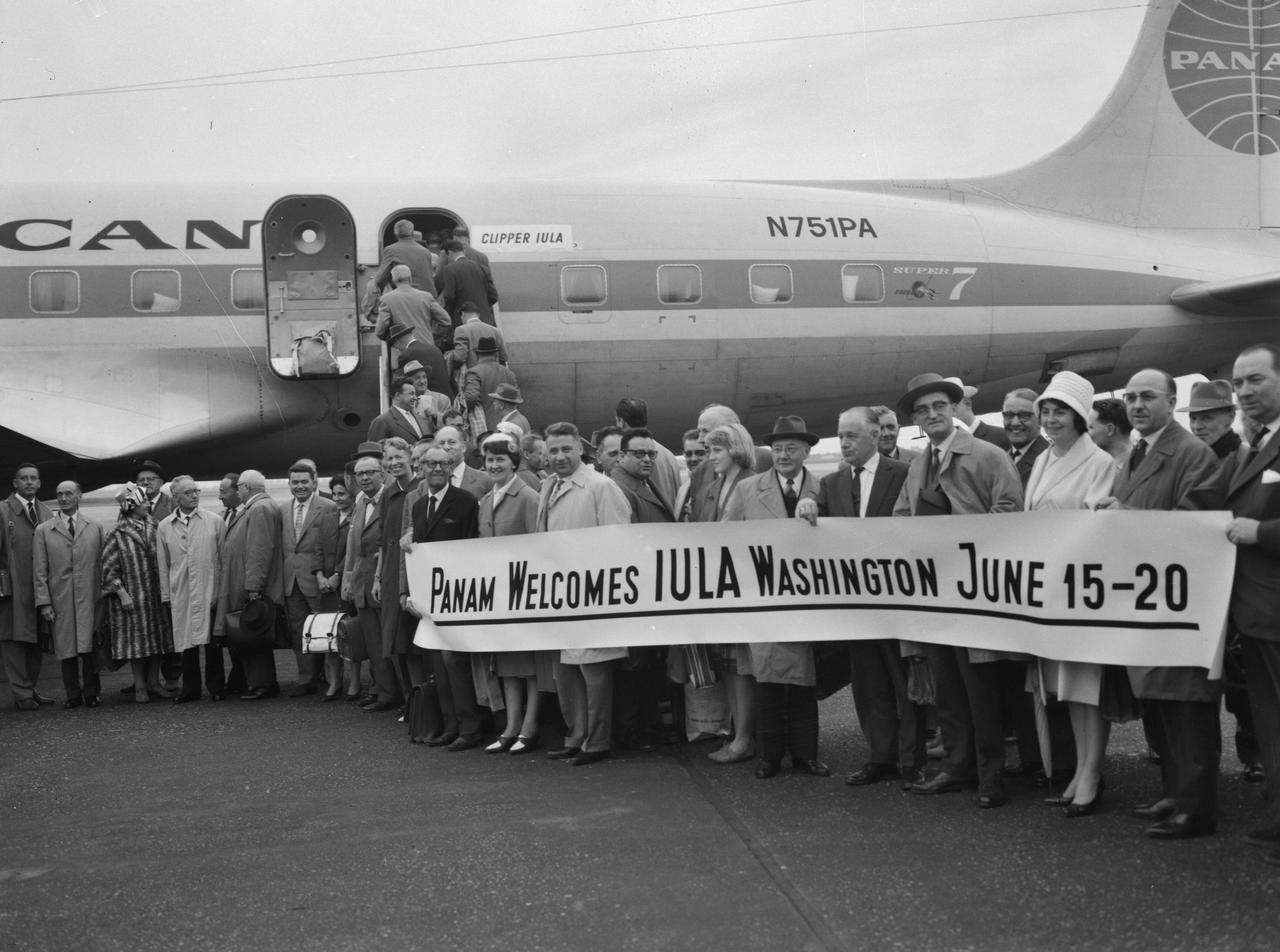
ترحب بان آم بوفد مكون من 10 رؤساء بلديات من هولندا

منذ التأسيس في عام 2004، يقع المقر الرئيسي لـ UCLG في برشلونة (الأمانة العامة العالمية،  مناطق المدن الكبرى وUCLG)، ولها مكاتب إقليمية في برازيليا وبروكسل وإسطنبول وجاكرتا وكازان ولا باز وأوتاوا والرباط. إنها أكبر منظمة للحكومات دون الوطنية في العالم، وتضم أكثر من 240.000 عضو في أكثر من 140 دولة عضو في الأمم المتحدة وتفهم نفسها على أنها الصوت الموحد والمدافع العالمي عن الحكم الذاتي المحلي الديمقراطي، ويمثل بحكم الواقع أكثر من نصف سكان العالم في جميع أنحاء العالم. سبع مناطق من العالم: إفريقيا وآسيا والمحيط الهادئ وأوروبا وآسيا وأوروبا والشرق الأوسط وغرب آسيا وأمريكا اللاتينية وأمريكا الشمالية.
يركز برنامج عمل المنظمة على:
- زيادة دور وتأثير الحكومة المحلية والمنظمات الممثلة لها في الحوكمة العالمية؛
- أن تصبح المصدر الرئيسي لدعم حكومة محلية ديمقراطية وفعالة ومبتكرة قريبة من المواطن؛
- ضمان وجود منظمة عالمية فعالة وديمقراطية.

تضم هذه المنظمة الجمعيات الوطنية الكبرى للسلطات المحلية في 136 دولة، إضافة إلى عدد كبير من المدن المنخرطة فرديا. وتهدف حسب ما تعلنه إلى تعزيز الديمقراطية المحلية واللامركزية والتعاون اللامركزي من أجل المساهمة في التنمية المحلية وتحسين الخدمات الحضرية(الحصول على المياه، والإسكان، والنقل، والتخطيط، وغيرها).
كما تلعب هده المنظمة دور الوسيط بين السلطات المحلية العالمية والمؤسسات الدولية للدفاع عن قيمها (السلم والتضامن)ودورها في القضايا الرئيسية للحكامة العالمية في الملفات التي تعنيها.
وتقوم هده المنظمة بشراكات مختلفة مع الأمم المتحدة وبعض وكالاتها. ومقرها في برشلونة.
و تبنت هده المنظمة ما يسمى جدول 21 للثقافة، كوثيقة مرجعية لبرامجها الثقافية في 08 مايو 2004، وتلعب دور المنسق لمسلسل العمليات اللاحقة لاقراره.
الرئيس الحالي اعتبارا من 20نونبر 2010 هو عمدة إسطنبول (تركيا)، قادير طوباز. ونوابه هم عمدات المدن التالية: لشبونة (البرتغال)، سان خوسي (كوستاريكا)، كانتون(الصين)، هاراري (زيمبابوي)، كازان (روسيا).